# Macadamiasläktet
Macadamiasläktet (Macadamia) är ett växtsläkte med flera arter träd varav tre arter har ätliga nötter och odlas kommersiellt. Övriga arter har giftiga eller oätliga nötter. Macadamiaträden kommer ursprungligen från Australiens östkust. Arterna med ätliga nötter korsar sig lätt med varandra och bildar hybrider, vilket har lett till att Macadamia tetraphylla numera är sällsynt som vildväxande.

## Biologi
De städsegröna träden kan bli drygt 7 meter höga och blommar med flockar av små vita blommor. Bäst växer träden i subtropiskt klimat med väldränerad jord och en årlig nederbördsmängd på mellan 1 000 och 2 500 millimeter. 

## Användning och odling
Nötternas innanmäte har vanligen en gräddvit färg, ibland något gulaktig. Smaken är vanligen mycket uppskattad. Macadamianötter – även kända som australiska hasselnötter – äts rostade eller som ingrediens i godis, kakor och andra bakverk eller som ingrediens i olika maträtter på ungefär samma sätt som mandel och cashew används i asiatisk matlagning.
Släktet är uppkallat efter botanikern John Macadam (1827–1865). Den första kommersiella odlingen av macadamia i Australien startades på 1880-talet. På 1920-talet började man odla på Hawaii och därefter spreds kommersiell odling till Kalifornien, Mexiko och andra områden med liknande klimat. I början av 2000-talet fanns de största producenterna i Australien, Hawaii och Malawi. 
Macadamianötter importeras även till Sverige, men det är nästan omöjligt att veta till vilken av de två arterna en viss importerad sort hör.